# George Lambert (1er vicomte Lambert)
Pour les articles homonymes, voir George Lambert (homonymie) et Lambert.
George Lambert, 1er vicomte Lambert, (25 juin 1866 - 17 février 1958) est un homme politique britannique. 

## Jeunesse et éducation
Il est né à South Tawton dans le Devon, le 25 juin 1866, fils de George Lambert Gorwyn et de son épouse, Grace Howard. 
George Lambert Gorwyn (1818-1885), dont on se souvient aujourd'hui comme d'un homme querelleur et très détesté, avait hérité de fermes à Spreyton et Drewsteignton. Il abandonne le nom de famille Gorwyn dans les années 1870, devenant simplement connu sous le nom de George Lambert. Son épouse, Grace Howard, est la fille d'un ouvrier agricole de South Tawton, qui avait été sa gouvernante. Ils se sont mariés en 1866. 
Lambert fait ses études à la Spreyton School et à la North Tawton Grammar School. Il quitte l'école après la mort de son père en 1885 et se lance dans l'agriculture. 

## Carrière politique
Lambert est conseiller de comté pour le Devonshire, de 1889 à 1952. 
Il est élu député libéral de South Molton lors d'une élection partielle en 1891. Il est lord civil de l'Amirauté, de 1905 à 1915, "un poste pour lequel il n'a aucune qualification évidente. «Un fermier envoyé en mer» est une critique souvent entendue à cette époque »(The Times) . Il perd son siège aux Élections générales britanniques de 1924 au profit du conservateur Cedric Drewe, mais le retrouve aux élections générales de 1929. Bien qu'il ait commencé sa carrière parlementaire en tant que libéral, en 1931, Lambert devient un libéral national soutenant le Parti conservateur, après une longue période de critiques envers David Lloyd George et d'opposition au Parti travailliste. 
Il est nommé conseiller privé en 1912, et plus tard la même année, il est nommé à la Commission royale sur le carburant et les moteurs . Il est créé vicomte Lambert lorsqu'il quitte son poste de député en juillet 1945, après 48 ans et 348 jours à la Chambre des communes, le cinquième député le plus ancien du 20e siècle. 
Son fils aîné, George Lambert (2e vicomte Lambert), lui succède comme député de South Molton, et est élu plus tard à Torrington, aux élections générales de 1945, et devient vicomte Lambert en 1958. 

## Vie privée
Il épouse le 30 août 1904 Barbara Stavers, la fille de George Stavers, un armateur de Morpeth, avec qui il a deux filles et deux fils. 
Il est décédé, à l'âge de 91 ans, à son domicile, " Coffins " à Spreyton le 17 février 1958. 